# Финал Кубка Стэнли 2011
Финал Кубка Стэнли 2011 — решающая серия розыгрыша плей-офф Кубка Стэнли 2011 в НХЛ между «Ванкувер Кэнакс» и «Бостон Брюинз» стартовала 1 июня 2011 года на «Роджерс Арене» в Ванкувере. Впервые с 2007 года в финале участвовала канадская команда, а последний раз коллектив из Канады выигрывал кубок в 1993 году, им был «Монреаль Канадиенс». «Ванкувер» два раза играл в финалах и оба раза уступил, последний раз это произошло в 1994 году, они проиграли «Нью-Йорк Рейнджерс». «Бостон» же последний раз играл в финале в 1990 году, а выигрывал в 1972.
Обладателем Кубка Стэнли стал «Бостон Брюинз», который в седьмом матче, 15 июня, обыграл «Ванкувер Кэнакс». Самым полезным игроком плей-офф стал вратарь «Бостона» — Тим Томас.

## Путь к финалу
| Восточная конференция  |          |                     |            |                                              |
| Стадия                 | Соперник | Соперник            | Общий счёт | Результаты игр                               |
| 1/4 финала конференции | 6        | Монреаль Канадиенс  | 4 : 3      | 0:2, 1:3, 4:2, 5:4 (ОТ), 2:1 (2ОТ), 1:2, 4:3 |
| 1/2 финала конференции | 2        | Филадельфия Флайерз | 4 : 0      | 7:3, 2:1 (ОТ), 5:1, 5:1                      |
| финал конференции      | 5        | Тампа Бэй Лайтнинг  | 4 : 3      | 2:5, 6:5, 2:0, 3:5, 3:1, 4:5, 1:0            |

| Западная конференция   |          |                   |            |                                             |
| Стадия                 | Соперник | Соперник          | Общий счёт | Результаты игр                              |
| 1/4 финала конференции | 8        | Чикаго Блэкхокс   | 4 : 3      | 2:0, 4:3, 3:2, 2:7, 0:5, 3:4 (ОТ), 2:1 (ОТ) |
| 1/2 финала конференции | 5        | Нэшвилл Предаторз | 4 : 2      | 1:0, 1:2 (2ОТ), 3:2 (ОТ), 4:2, 3:4, 2:1     |
| финал конференции      | 2        | Сан Хосе Шаркс    | 4 : 1      | 3:2, 7:3, 3:4, 4:2, 3:2 (2ОТ)               |

### Ванкувер Кэнакс
«Косатки» никогда за почти 40 лет существования не выигрывали Кубок. Дважды они были к этому чрезвычайно близки, но в первый раз на их пути в финале встали в то время непобедимые «Айлендерс» с одним из наиболее результативных хоккеистов в истории хоккея Майком Босси, а во второй попытке в финале великолепная команда, в которой солировали Павел Буре, Джефф Куртнолл и Тревор Линден, уступила в семи играх «Нью-Йорк Рейнджерс». У ньюйоркцев решающий гол забил Марк Мессье, до этого выигравший не один Кубок с «Эдмонтоном», а финальная серия, в которой встретились «Кэнакс» и «Рейнджерс» вошла в историю как одна из самых драматичных.
Первым и самым сложным соперником «Кэнакс» на пути к финалу стал прошлогодний обладатель Кубка Стэнли — «Чикаго Блэкхокс». Выиграв первые три матча и поведя в серии 3:0, в следующих двух матчах «Ястребы» одержали две победы с общим счетом 12:2. В шестом матче «Чикаго» побеждает 4:3 в овертайме и делает счет в серии 3:3. Таким образом «Блэкхокс» смогли сравнять счет в серии проиграв первые три матча. Седьмой матч начался с быстрого гола «Кэнакс». Далее команды действовали максимально надёжно в обороне, опасно контратаковали. Менее чем за три минуты до конца третьего периода «Ванкувер» получает численное преимущество, однако Тэйвз смог забить в меньшинстве — 1:1. В овертайме после ошибки игрока «Чикаго» в своей зоне нападающий «Кэнакс» — Александр Барроуз — выходит один на один и поражает ворота Кори Кроуфорда. В итоге в матче и в серии «Ванкувер Кэнакс». Следующим соперником был «Нэшвилл Предаторз», которого «Ванкувер» победил 4:2. В финале конференции «Кэнакс» встретился с «Сан-Хосе Шаркс» и уверенно обыграл со счетом 4:1.

### Бостон Брюинз
«Бостон Брюинз» не выигрывали кубок с сезона 1971/72, когда за команду выступал великий Бобби Орр, увековеченный в статуе около арены TD Garden — дома для сегодняшних «Мишек», а последний раз играл в финале в 1990 году, где проиграл «Эдмонтон Ойлерз» со счетом 4:1. В четвертьфинале конференции «Бостон» встретился с «Монреалем». Серия началась с двух побед канадской команды, посеянной ниже. В третьей игре «Мишки» выиграли, трижды пробив Прайса. В четвёртой игре «Бостон» в упорном мачте вырвал победу в овертайме, по ходу встречи постоянно отыгрываясь. После чего команды обменялись домашними победами. В решающей игре сильнее оказались хоккеисты из Бостона. В следующем раунде «Брюинз» взяли реванш у «Филадельфии Флайерз» за прошлогоднее поражение. А в финале восточной конференции против «Тампы-Бэй Лайтнинг», понадобились все семь матчей для выявления победителя.

## Арены
| Ванкувер            | Роджерс-арена ТД-гарденАрены финала Кубка Стэнли 2011 | Бостон              |
| Роджерс-арена       | Роджерс-арена ТД-гарденАрены финала Кубка Стэнли 2011 | ТД-гарден           |
| Вместимость: 18 810 | Роджерс-арена ТД-гарденАрены финала Кубка Стэнли 2011 | Вместимость: 17 565 |
|                     | Роджерс-арена ТД-гарденАрены финала Кубка Стэнли 2011 |                     |

## Ванкувер Кэнакс — Бостон Брюинз

### Игра № 1
Североамериканское восточное время (UTC-4).
| 1 июня 2011 20:00 | Ванкувер Кэнакс | 1:0 (0:0, 0:0, 1:0) | Бостон Брюинз | Роджерс-арена, Ванкувер Зрителей: 18 860 |

| Отчёт                         | Отчёт     | Отчёт   | Отчёт                    | Отчёт                           |
| ----------------------------- | --------- | ------- | ------------------------ | ------------------------------- |
|                               |           |         |                          |                                 |
|                               | Р. Луонго | Вратари | Т. Томас (00:00 — 59:41) | Судьи: Дэн О’Рурк Стивен Уолком |
|                               | Голы:     |         |                          | Судьи: Дэн О’Рурк Стивен Уолком |
| Торрес (Хансен, Кеслер) 59:41 | 1:0       |         |                          | Судьи: Дэн О’Рурк Стивен Уолком |
|                               |           |         |                          | Судьи: Дэн О’Рурк Стивен Уолком |
|                               |           |         |                          | Судьи: Дэн О’Рурк Стивен Уолком |
|                               |           |         |                          | Судьи: Дэн О’Рурк Стивен Уолком |
| 14 мин                        | Штраф     | 14 мин  |                          | Судьи: Дэн О’Рурк Стивен Уолком |
|                               |           |         |                          |                                 |
|                               | 34        | Броски  | 36                       |                                 |

Счет в серии: 1:0 в пользу «Ванкувера»
Исход матча решил единственный гол, забитый Раффи Торресом в ворота «Бостона» за 18,5 секунд до конца основного времени. За весь матч каждая из команд набрала по 14 минут штрафного времени, но никто так и не смог реализовать численное преимущество, в том числе и «Бостон», играя более минуты 5 на 3. Хотя хоккеисты «Бостона» и перебросали «Кэнакс» 36-34, однако забить так и не смогли.

### Игра № 2
Североамериканское восточное время (UTC-4).
| 4 июня 2011 20:00 | Ванкувер Кэнакс | 3:2 (1OT) (1:0, 0:2, 1:0, 1:0) | Бостон Брюинз | Роджерс-арена, Ванкувер Зрителей: 18 860 |

| Отчёт                                                                                             | Отчёт               | Отчёт                                                         | Отчёт    | Отчёт                                 |
| ------------------------------------------------------------------------------------------------- | ------------------- | ------------------------------------------------------------- | -------- | ------------------------------------- |
|                                                                                                   |                     |                                                               |          |                                       |
|                                                                                                   | Р. Луонго           | Вратари                                                       | Т. Томас | Судьи: Дэн О’Хэллоран Келли Сазерленд |
|                                                                                                   | Голы:               |                                                               |          | Судьи: Дэн О’Хэллоран Келли Сазерленд |
| Барроуз (Хиггинс, Сало) 12:12 — б Д. Седин (Барроуз, Эдлер) 49:37 Барроуз (Д. Седин, Эдлер) 60:11 | 1:0 1:1 1:2 2:2 3:2 | 29:00 Лючич (Бойчак, Крейчи) 31:35 Рекки (Хара, Бержерон) — б |          | Судьи: Дэн О’Хэллоран Келли Сазерленд |
|                                                                                                   |                     |                                                               |          | Судьи: Дэн О’Хэллоран Келли Сазерленд |
|                                                                                                   |                     |                                                               |          | Судьи: Дэн О’Хэллоран Келли Сазерленд |
|                                                                                                   |                     |                                                               |          | Судьи: Дэн О’Хэллоран Келли Сазерленд |
| 6 мин                                                                                             | Штраф               | 4 мин                                                         |          | Судьи: Дэн О’Хэллоран Келли Сазерленд |
|                                                                                                   |                     |                                                               |          |                                       |
|                                                                                                   | 33                  | Броски                                                        | 30       |                                       |

Счет в серии: 2:0 в пользу «Ванкувера»
В первом периоде был забит всего один гол. Численное преимущество «Ванкувера» реализовал Александр Барроуз. Во втором периоде «Бостон» забивает два гола с разницей в 2,5 минуты и выходит вперед в матче. В третьем периоде Даниэль Седин сравнивает счет, и до конца основного времени он уже больше не менялся. Овертайм продлился всего 11-й секунд, после выигранного вбрасывания Барроуз прорвался к воротам Томаса, уложил голкипера, объехал ворота и забил в пустую сетку. В составе «Ванкувера» проводил свой первый матч с 16 марта центральный нападающий Мэнни Малхотра, пропустивший концовку регулярного чемпионата и почти весь плей-офф из-за тяжелой травмы глаза.

### Игра № 3
Североамериканское восточное время (UTC-4).
| 6 июня 2011 20:00 | Бостон Брюинз | 8:1 (0:0, 4:0, 4:1) | Ванкувер Кэнакс | ТД Гарден, Бостон Зрителей: 17 565 |

| Отчёт | Отчёт                               | Отчёт                         | Отчёт     | Отчёт                           |
| --- | ----------------------------------- | ----------------------------- | --------- | ------------------------------- |
| |                                     |                               |           |                                 |
| | Т. Томас                            | Вратари                       | Р. Луонго | Судьи: Дэн О’Рурк Стивен Уолком |
| | Голы:                               |                               |           | Судьи: Дэн О’Рурк Стивен Уолком |
| Ференс (Певерли, Крейчи) 20:11 Певерли (Рекки, Райдер) 24:22 — б Маршан 31:30 — м Крейчи (Райдер, Хара) 35:47 Пайе (Бойчак) 51:38 — м Рекки (Маршан, Бержерон) 57:39 Келли (Пайе) 58:06 Райдер 59:29 — б | 1:0 2:0 3:0 4:0 5:0 5:1 6:1 7:1 8:1 | 53:53 Хансен (Торрес, Лапьер) |           | Судьи: Дэн О’Рурк Стивен Уолком |
| |                                     |                               |           | Судьи: Дэн О’Рурк Стивен Уолком |
| |                                     |                               |           | Судьи: Дэн О’Рурк Стивен Уолком |
| |                                     |                               |           | Судьи: Дэн О’Рурк Стивен Уолком |
| 65 мин | Штраф                               | 60 мин                        |           | Судьи: Дэн О’Рурк Стивен Уолком |
| |                                     |                               |           |                                 |
| | 38                                  | Броски                        | 41        |                                 |

Счет в серии: 2:1 в пользу «Ванкувера»
Первый период был безголевым и запомнился лишь грубым силовым приемом Аарона Роума на Натане Хортоне. Хортон пролежал несколько минут без сознания на льду и покинул площадку на носилках. Второй период начался с быстрого гола «Бостона» на 11-й секунде. Всего во второй 20-минутке игроки «Бостона» забили четыре безответных шайбы и фактически сняли вопрос о победителе в этом матче. В заключительном периоде «Ванкувер» смог забить единственный гол в матче и не дать Томасу совершить «шатаут». «Медведи» же забили ещё четыре шайбы и довели дело до разгрома 8:1.

### Игра № 4
Североамериканское восточное время (UTC-4).
| 8 июня 2011 20:00 | Бостон Брюинз | 4:0 (1:0, 2:0, 1:0) | Ванкувер Кэнакс | ТД Гарден, Бостон Зрителей: 17 565 |

| Отчёт | Отчёт           | Отчёт   | Отчёт                                                | Отчёт                                 |
| --- | --------------- | ------- | ---------------------------------------------------- | ------------------------------------- |
| |                 |         |                                                      |                                       |
| | Т. Томас        | Вратари | Р. Луонго (00:00 — 43:39) К. Шнайдер (43:39 — 60:00) | Судьи: Дэн О’Хэллоран Келли Сазерленд |
| | Голы:           |         |                                                      | Судьи: Дэн О’Хэллоран Келли Сазерленд |
| Певерли (Крейчи, Хара) 11:59 Райдер (Сегин, Келли) 31:11 Маршан (Бержерон) 33:29 Певерли (Лючич, Крейчи) 43:39 | 1:0 2:0 3:0 4:0 |         |                                                      | Судьи: Дэн О’Хэллоран Келли Сазерленд |
| |                 |         |                                                      | Судьи: Дэн О’Хэллоран Келли Сазерленд |
| |                 |         |                                                      | Судьи: Дэн О’Хэллоран Келли Сазерленд |
| |                 |         |                                                      | Судьи: Дэн О’Хэллоран Келли Сазерленд |
| 40 мин | Штраф           | 26 мин  |                                                      | Судьи: Дэн О’Хэллоран Келли Сазерленд |
| |                 |         |                                                      |                                       |
| | 29              | Броски  | 38                                                   |                                       |

Счет в серии: ничья, 2:2
Перед четвертым матчем травмированного Хортона заменил Тайлер Сегин, а в первое звено был переведен Рич Певерли, который и открыл счет в первом периоде. Далее, во втором периоде «Бостон» отличился ещё дважды и ушёл на перерыв ведя 3:0. В начале третьего периода Певерли оформляет дубль, после чего главный тренер «Ванкувера» меняет неудачно игравшего Луонго на Шнайдера. Матч так и закончился 4:0, а Томас оформляет «шатаут». В итоге в двух гостевых играх «Ванкувер» проигрывает с общим счетом 12:1, а Луонго за неполные два матча пропустил 12 шайб.

### Игра № 5
Североамериканское восточное время (UTC-4).
| 10 июня 2011 20:00 | Ванкувер Кэнакс | 1:0 (0:0, 0:0, 1:0) | Бостон Брюинз | Роджерс-арена, Ванкувер Зрителей: 18 860 |

| Отчёт                         | Отчёт     | Отчёт   | Отчёт    | Отчёт                           |
| ----------------------------- | --------- | ------- | -------- | ------------------------------- |
|                               |           |         |          |                                 |
|                               | Р. Луонго | Вратари | Т. Томас | Судьи: Дэн О’Рурк Стивен Уолком |
|                               | Голы:     |         |          | Судьи: Дэн О’Рурк Стивен Уолком |
| Лапьер (Биекса, Торрес) 44:35 | 1:0       |         |          | Судьи: Дэн О’Рурк Стивен Уолком |
|                               |           |         |          | Судьи: Дэн О’Рурк Стивен Уолком |
|                               |           |         |          | Судьи: Дэн О’Рурк Стивен Уолком |
|                               |           |         |          | Судьи: Дэн О’Рурк Стивен Уолком |
| 20 мин                        | Штраф     | 16 мин  |          | Судьи: Дэн О’Рурк Стивен Уолком |
|                               |           |         |          |                                 |
|                               | 25        | Броски  | 31       |                                 |

Счет в серии: 3:2 в пользу «Ванкувера»
Луонго, отразив 31 бросок и записав на своей счет второй «сухарь» в финале (четвертый в плей-офф), был признан первой звездой встречи. Максим Лапьер на пятой минуте третьего периода забросил единственную в этой встрече шайбу.

### Игра № 6
Североамериканское восточное время (UTC-4).
| 13 июня 2011 20:00 | Бостон Брюинз | 5:2 (4:0, 0:0, 1:2) | Ванкувер Кэнакс | ТД Гарден, Бостон Зрителей: 17 565 |

| Отчёт | Отчёт                       | Отчёт                                                                 | Отчёт                                                | Отчёт                                 |
| --- | --------------------------- | --------------------------------------------------------------------- | ---------------------------------------------------- | ------------------------------------- |
| |                             |                                                                       |                                                      |                                       |
| | Т. Томас                    | Вратари                                                               | Р. Луонго (00:00 — 08:35) К. Шнайдер (08:35 — 58:29) | Судьи: Дэн О’Хэллоран Келли Сазерленд |
| | Голы:                       |                                                                       |                                                      | Судьи: Дэн О’Хэллоран Келли Сазерленд |
| Маршан (Рекки, Зайденберг) 05:31 Лючич (Певерли, Бойчак) 06:06 Ференс (Райдер, Рекки) 08:35 —б Райдер (Каберле) 09:45 Крейчи (Рекки, Каберле) 46:59 — б | 1:0 2:0 3:0 4:0 4:1 5:1 5:2 | 40:22 Х. Седин (Д. Седин, Эрхофф) — б 57:34 Лапьер (Д. Седин, Хансен) |                                                      | Судьи: Дэн О’Хэллоран Келли Сазерленд |
| |                             |                                                                       |                                                      | Судьи: Дэн О’Хэллоран Келли Сазерленд |
| |                             |                                                                       |                                                      | Судьи: Дэн О’Хэллоран Келли Сазерленд |
| |                             |                                                                       |                                                      | Судьи: Дэн О’Хэллоран Келли Сазерленд |
| 36 мин | Штраф                       | 34 мин                                                                |                                                      | Судьи: Дэн О’Хэллоран Келли Сазерленд |
| |                             |                                                                       |                                                      |                                       |
| | 40                          | Броски                                                                | 38                                                   |                                       |

Счет в серии: ничья, 3:3
На двадцатой секунде матча травму получил форвард «Канадцев» — Мэйсон Рэймонд, который смог покинуть площадку только при помощи своих партнеров и в игре больше не появлялся. К середине первого периода, «Бостон» уже вел 4:0. Луонго снова показал невыразительную игру и был заменен уже на девятой минуте матча на Шнайдера после трёх первых пропущенных шайб. Второй период был безголевым, а в третьем «Брюинз» уверенно довел матч до победы 5:2. В трёх гостевых матчах «Ванкувер» забил лишь три шайбы, а пропустили семнадцать. Счет в серии становится 3:3 и обладатель Кубка Стэнли выявлялся в заключительном, седьмом, матче.

### Игра № 7
Североамериканское восточное время (UTC-4).
| 15 июня 2011 20:00 | Ванкувер Кэнакс | 0:4 (0:1, 0:2, 0:1) | Бостон Брюинз | Роджерс-арена, Ванкувер Зрителей: 18 860 |

| Отчёт | Отчёт           | Отчёт | Отчёт    | Отчёт                               |
| ----- | --------------- | --- | -------- | ----------------------------------- |
|       |                 | |          |                                     |
|       | Р. Луонго       | Вратари | Т. Томас | Судьи: Дэн О’Хэллоран Стивен Уолком |
|       | Голы:           | |          | Судьи: Дэн О’Хэллоран Стивен Уолком |
|       | 0:1 0:2 0:3 0:4 | 14:37 Бержерон (Маршан) 32:13 Маршан (Зайденберг, Рекки) 37:35 Бержерон (Зайденберг, Кэмпбелл) — м 57:16 Маршан — пв |          | Судьи: Дэн О’Хэллоран Стивен Уолком |
|       |                 | |          | Судьи: Дэн О’Хэллоран Стивен Уолком |
|       |                 | |          | Судьи: Дэн О’Хэллоран Стивен Уолком |
|       |                 | |          | Судьи: Дэн О’Хэллоран Стивен Уолком |
| 2 мин | Штраф           | 4 мин |          | Судьи: Дэн О’Хэллоран Стивен Уолком |
|       |                 | |          |                                     |
|       | 37              | Броски | 21       |                                     |

Итог серии: победа «Бостона» 4:3
Победой команды «Бостон Брюинз» над «Ванкувер Кэнакс» завершился седьмой и решающий матч финальной серии Кубка Стэнли Национальной хоккейной лиги. Бостонские хоккеисты обыграли хозяев поля «всухую» со счетом 4:0.
Патрис Бержерон и Брэд Маршан из «Бостона» забили по два гола, а вратарь «мишек», Тим Томас, отбил 37 бросков и второй раз за серию не пропустил ни одного гола в свои ворота. Томас был признан лучшим игроком серии плей-офф и получил «Конн Смайт Трофи».
Для «Бостон Брюинз» — одной из команд «Оригинальной шестерки» — это первая победа в борьбе за Кубок Стэнли за 39 лет. За это время бостонская команда пять раз пробивалась в финал, но всегда проигрывала.
Команда «Ванкувер Кэнакс» стала обладателем Президентского кубка как команда, завершившая регулярный чемпионат с наибольшим количеством очков. Но не смогла впервые завоевать Кубок Стэнли.
| Обладатель Кубка Стэнли 2011 |
| ---------------------------- |
| Бостон Брюинз шестой титул   |

## Беспорядки в Ванкувере
После того как хоккеисты команды «Ванкувер Кэнакс» не смогли привезти Кубок Стэнли в свой город, фанаты — в основном молодежь — вышли на улицы Ванкувера. По сообщениям СМИ, беспорядки начались незадолго до финального свистка в матче. Как сообщает CBC, зоной беспорядков стали в первую очередь территория рядом с офисами этой телекомпании в Ванкувере, где люди смотрели игру на большом экране, а также окрестности центрального почтового офиса. Болельщики перевернули и подожгли большое количество машин (включая как минимум две полицейские), мусорных урн и общественных туалетов, а также били стекла магазинов и гостиниц, где жили представители прессы из других городов Канады и США, освещавшие финал Кубка с места событий. Фанаты также оскорбляли сотрудников полиции, пытаясь завязать с ними потасовку. В больницу после беспорядков обратились десятки человек. Большинство из них не были госпитализированы, а лишь получили первую помощь по поводу отравления угарным газом. У других были серьёзные ранения от битого стекла и переломы. Один из пострадавших оказался в критическом состоянии после того, как упал или спрыгнул с транзитного путепровода «Джорджия». По некоторым сообщениям, фанаты разграбили также несколько магазинов в центре города. Кроме того, на одной из автомобильных стоянок был замечен крупный пожар. Полиция была вынуждена применить силу, воспользовавшись дубинками и слезоточивым газом. Как сообщало канадский онлайновый ресурс The Province, в Ванкувере были зафиксированы также несколько драк на расовой почве.

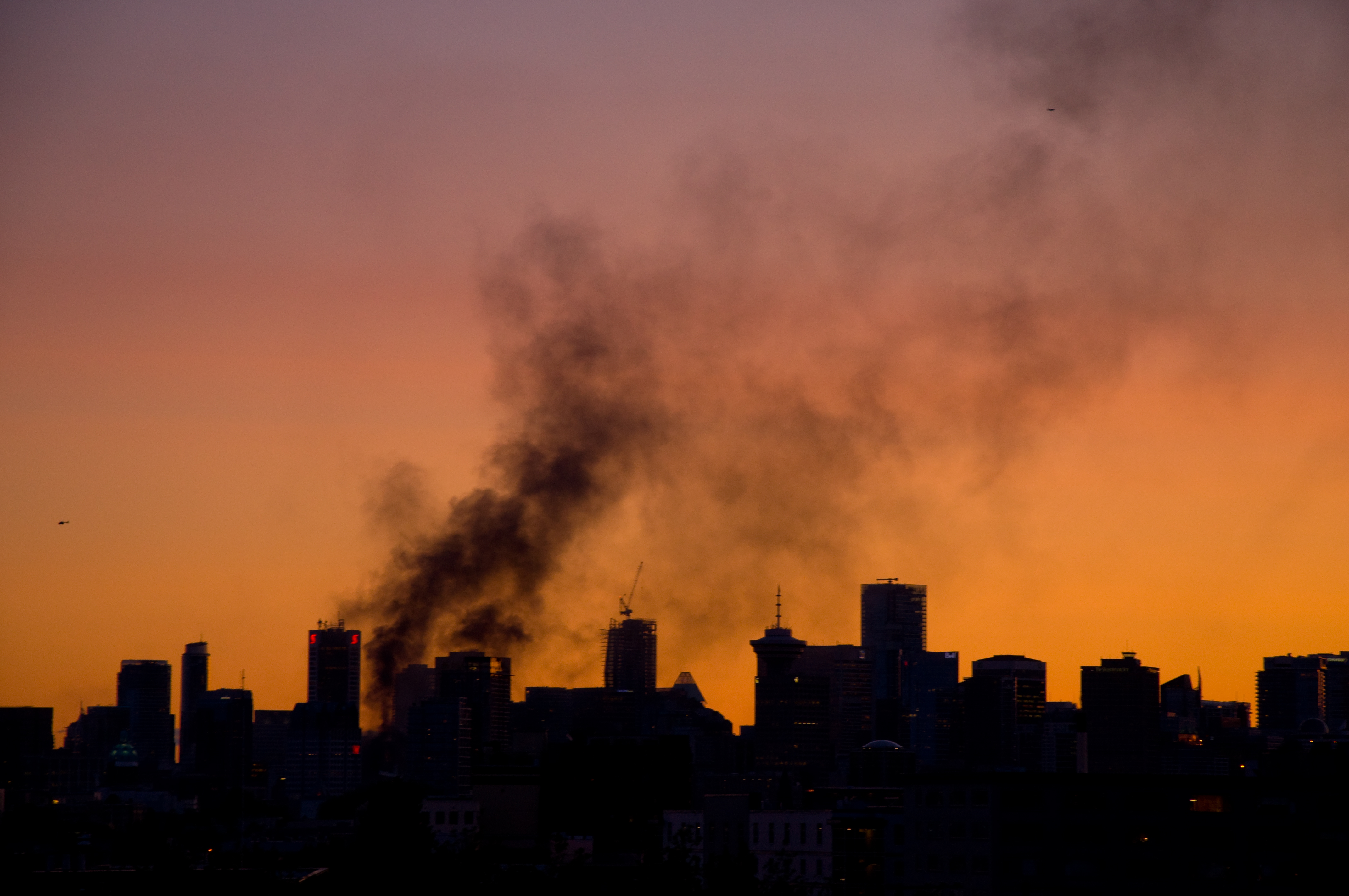
Дым над центром Ванкувера во время беспорядков 15 июня 2011 года

Последний раз подобное произошло в Ванкувере в 1994 году. Тогда, после поражения местной команды в финале Кубка, во время беспорядков, в которых участвовали по разным данным от 50 до 70 тысяч человек, травмы различной степени тяжести получили примерно 200 человек, а общий ущерб составил примерно 1,1 миллиона канадских долларов.
Болельщики создали две группы в Facebook — одна призывала найти виновных, а другая — выйти на улицы с целью помочь убраться в городе после беспорядков. Обе получили поддержку от тысяч пользователей. В группе с призывами к поиску зачинщиков было сказано: «Надо наказать этих бандитов. Ясно, что они ненавидят «Кэнакс» и Ванкувер».
Во время финальной серии игр полиция Ванкувера постоянно использовала особую линию поведения, при которой полицейские разделяли радости и печали фанатов, тем самым побуждая их быть мирными. На протяжении первых игр это работало, но в последней, седьмой игре, ситуация вышла из-под контроля.
По поводу беспорядков высказался мэр Ванкувера. «Это позорно и постыдно и ни в коем случае не является отображением Ванкувера, — заявил он. — Сейчас мы должны сосредоточиться на безопасной доставке людей по домам. Мы сделаем все, что для этого потребуется». Также он подчеркнул, что зачинщики массовых беспорядков, которых он назвал «небольшой группой», понесут наказание.

## Достижения

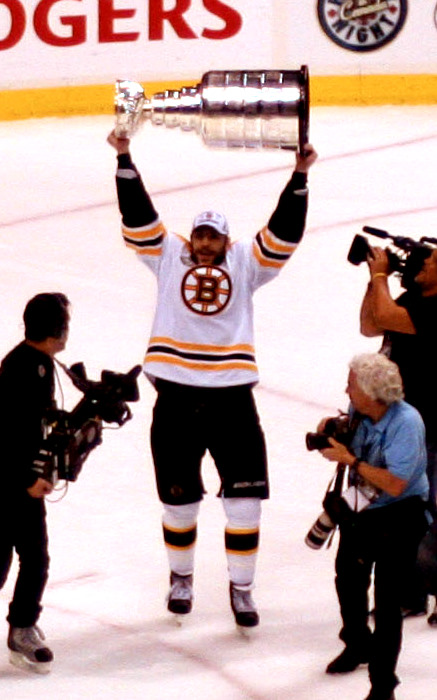
Милан Лучич с Кубком Стэнли

- Членом тройного золотого клуба, после победы «Бостона» стал Патрис Бержерон;
- Впервые в истории НХЛ в финале встречались команды, капитаны которых — европейцы[3].
- Счет 8:1 в третьем матче стал самым крупным в финалах с 1996 года, когда во втором матче финала Кубка Стэнли «Колорадо Эвеланш» обыграл «Флориду Пантерз» с таким же счетом[4].
- «Брюинз» стал первым клубом, который смог завоевать Кубок Стэнли, выиграв по ходу одного розыгрыша плей-офф три семиматчевых серии.
- После победы «Брюинз», Бостон стал первым городом, команды которого стали чемпионами в четырёх главных профессиональных лигах Северной Америки в 21 веке. «Нью-Ингленд Пэтриотс» (НФЛ) выигрывал Супербоул в 2002, 2004 и 2005 годах. «Бостон Ред Сокс» (МЛБ) выигрывал Мировую серию в 2004 и 2007 годах. «Бостон Селтикс» (НБА) побеждал в финале в 2008 году.
- Форвард «Бостона» Марк Рекки, забив гол в третьем матче, стал самым возрастным игроком, которому удалось это сделать в финале Кубка Стэнли[5].
- Вратарь «Бостона» Тим Томас установил несколько рекордов: по общему количеству отраженных бросков в плей-офф — 798 (предыдущий был 761) — и по количеству отраженный бросков в финале — 238 (был 233)[6], также он пропустил всего 8 голов в семиматчевой финальной серии, это меньше, чем кто-либо пропускал до него (предыдущее достижение 9)[7]. Ещё одним его достижением стала «сухая» победа в гостевом седьмом матче финала, которая до него никому не доставалась[8].
- Милан Лучич (на фото) выиграл Кубок Стэнли в своём родном Ванкувере, но в составе «Бостон Брюинз».